# Акосмізм
Акосмізм — філософське та теологічне вчення про нікчемність навколишнього світу; заперечення реальності фізичного світу як ілюзорного.

Акосмізм в найбільш чистому вигляді зустрічається в індійській філософії, в веданті. Гегель називав акосмізмом пантеїзм Спінози, оскільки Бог в ньому є єдино дійсне; все інше — акциденція. Акосмізмом називають також спіритуалізм, який заперечує реальність зовнішнього світу.